# Mooca (São Paulo)
Mooca est un district traditionnel de classe moyenne supérieure situé dans la zone est de la municipalité de São Paulo et est administré par la sous-préfecture de Mooca,. C'est un quartier historiquement caractérisé par le grand nombre d'immigrants italiens, qui prédominent encore aujourd'hui dans le quartier. Il est considéré comme le plus sûr de São Paulo depuis plusieurs années consécutives, ce qui est confirmé par le gouvernement de la ville. Depuis 2011, il y a eu une analyse des taux de criminalité par district de police dans les quartiers et les régions de São Paulo pour savoir lesquels sont les plus sûrs. L'enquête a montré que Mooca n'avait eu que deux décès de 2011 à 2013, le nombre le plus bas de toute la ville.

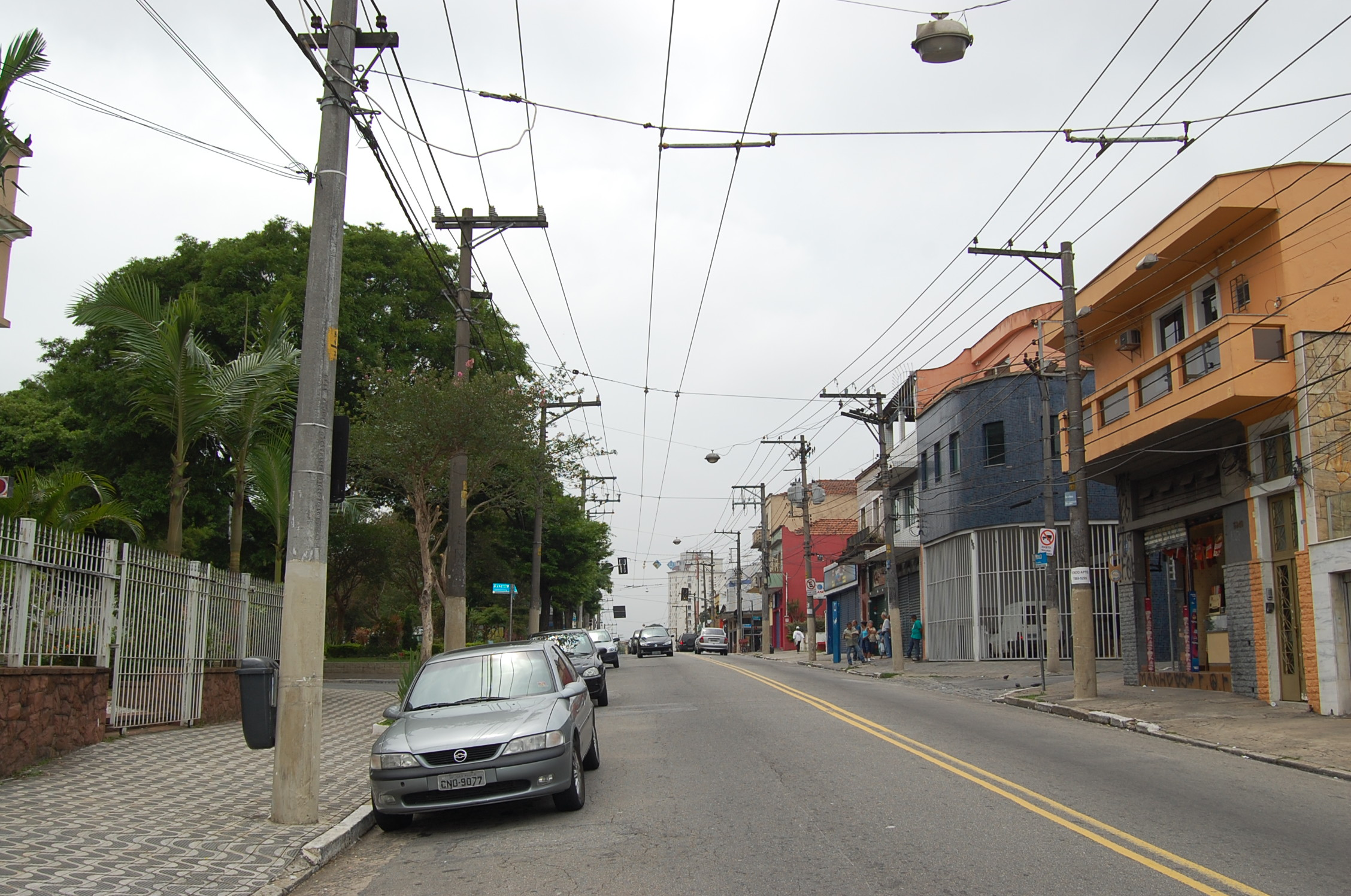
Rua da Mooca

Mooca est formé de 4 quartiers : Vila Hipódromo, Mooca, Alto da Mooca (partie) et Parque da Mooca.

## Histoire
Sa fondation eut lieu le 17 août 1556, 56 ans après la découverte officielle du Brésil par les Portugais. À l'époque, les terres étaient occupées par des indiens qui se concentraient près du Tameateí ou Tometeri, aujourd'hui la rivière Tamanduateí. Le nom du quartier est d'origine indigène. Une version suggérée est qu'elle est apparue au XVIe siècle, lorsque les premiers habitants blancs ont commencé à construire leurs maisons dans la région, sous le regard curieux des Indiens, qui se seraient exclamés Moo-oca! Dans une traduction libre, quelque chose comme "Ils font des maisons!", de moo, faire e oca, maison.
En plus de cette étymologie, cependant, le tupinologue Eduardo de Almeida Navarro ajoute une autre possibilitéː que le nom du quartier provienne du terme tupi ancien mũoka, qui signifie "maison de parent", en junction des termes mũ (parent) et oka (maison).
Pendant la révolte pauliste de 1924, le quartier a été bombardé par des avions du gouvernement fédéral. L'armée loyaliste au gouvernement d'Artur Bernardes a utilisé le soi-disant « bombardement terrifiant », atteignant diverses parties de la ville, en particulier les quartiers ouvriers comme Mooca, Ipiranga, Brás, Belenzinho et Centre-ville, qui ont été gravement touchés par les bombardements.

### La Formation et le développement

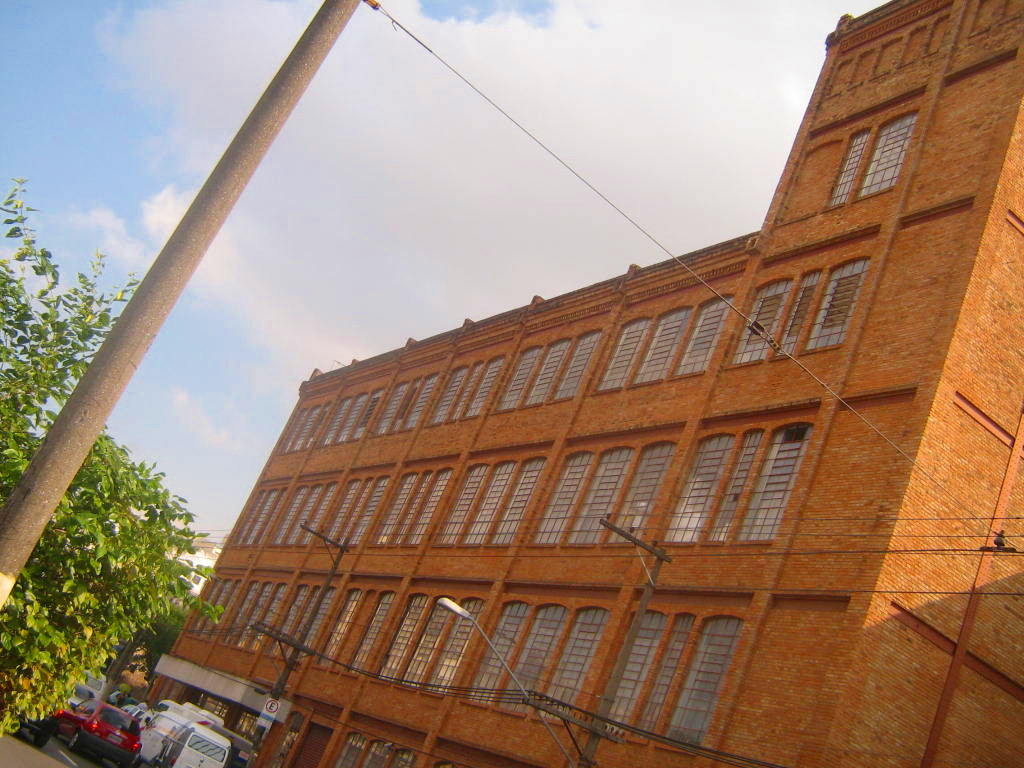
Bâtiment de l'ancien CotonifÍcio Crespi, racheté par la chaîne Extra Hipermercados.

Mooca se caractérise par une intense occupation par les italiens, dont les descendants n'ont pas quitté le quartier. D'autres immigrations importantes provenaient de lituaniens et de croates. Un nom étroitement lié au quartier est celui de l'italien Rodolfo Crespi, propriétaire de ce qui était autrefois la plus grande usine textile de São Paulo, Cotonifício Crespi, fondée en 1896. Les agrandissements successifs de l'usine s'accompagnent de la construction de logements pour ses salariés. Comme la famille Crespi, la plupart des ouvriers étaient d'origine italienne. Depuis 2006, l'ancien complexe de l'usine de coton est occupé par l'hypermarché Extra, qui a promu un projet controversé et agressif de réhabilitation et d'agrandissement des bâtiments, altérant leur intégrité architecturale et constructive.

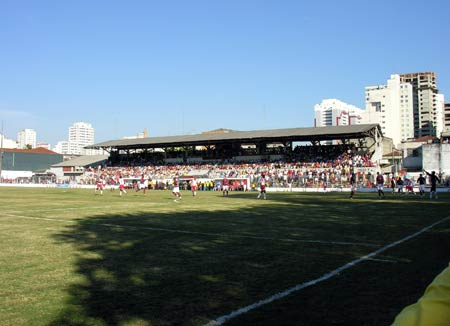
Stade Conde Rodolfo Crespi, communément appelé le stade de la rue Javari.

L'immigration italienne est également présente dans les traditions gastronomiques du quartier qui, parmi de nombreuses cantines, pizzerias et friandises, a quelques noms importants, tels que les bonbons Di Cunto, la pizzeria São Pedro, la Pizzaria do Ângelo, le restaurant Don Carlini et le restaurant Il tosto - Felipe Costa. De nombreuses familles d'origine napolitaine du sud de l'Italie, de la Lombardie (Milan, Busto Arsizio) et du Piémont (Turin) occupent encore aujourd'hui le quartier.
En tant que région au passé industriel, c'était l'un des quartiers de la ville où se concentraient les immigrants, en particulier les Italiens, qui imprimaient certaines caractéristiques du quartier, comme certaines fêtes typiques, comme la fête de San Gennaro. Aujourd'hui, le quartier abrite le Mémorial de l'immigrant, qui fournit des informations sur l'immigration italienne au Brésil. C'est un quartier qui concentre encore quelques industries dans la ville, mais il est à prédominance bourgeoise résidentielle et de services. Le quartier abrite également l'Universidade Anhembi Morumbi et l'Universidade São Judas Tadeu, toutes deux issues des classes moyennes et supérieures, et le club traditionnel de São Paulo Clube Atlético Juventus.

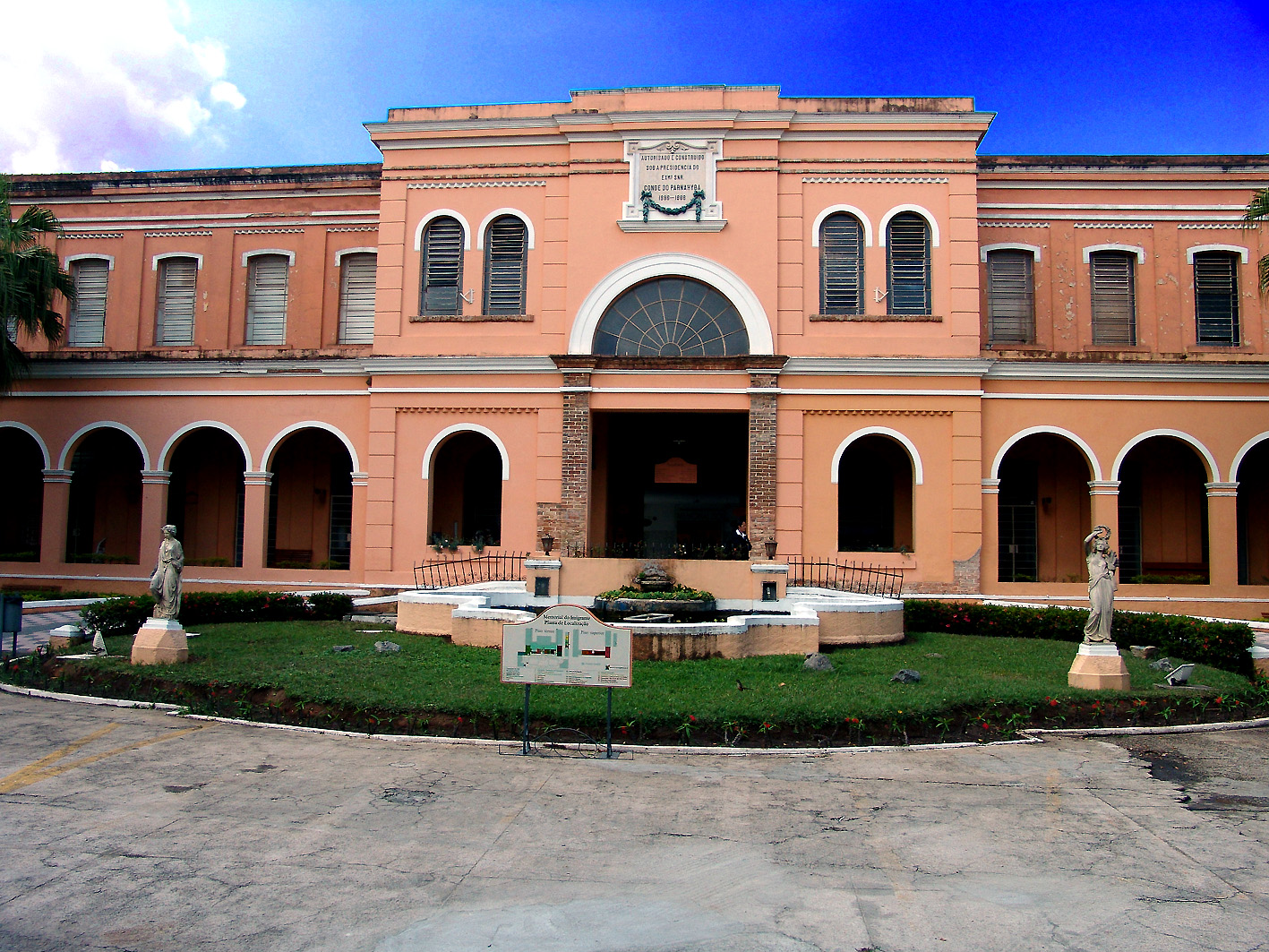
Façade du Mémorial de l'immigrant

Symbole de l'immigration italienne, le Clube Atlético Juventus a été fondé le 20 avril 1924 par des employés du Cotonificio Rodolfo Crespi. Les grands mécènes du club étaient Rodolfo et son fils Adriano Crespi, des Italiens de la ville de Busto Arsizio, dans la province italienne de Varèse, près du Piémont. Rodolfo était un supporter du Juventus, une équipe de football de la ville italienne de Turin, tandis que son fils Adriano aimait la Fiorentina, de Florence. Le nom Clube Atlético Juventus est né en hommage à la Juventus d'Italie, utilisant toutefois la couleur violette de la chemise de la Fiorentina. Au fil du temps, cette couleur pourpre a été transférée au grenat (vin) utilisé jusqu'à aujourd'hui. Il existe une autre version qui dit que le maillot est marron en l'honneur du Torino, l'autre grand club turinois. Ainsi, les deux clubs de cette ville auraient été à l'honneur.

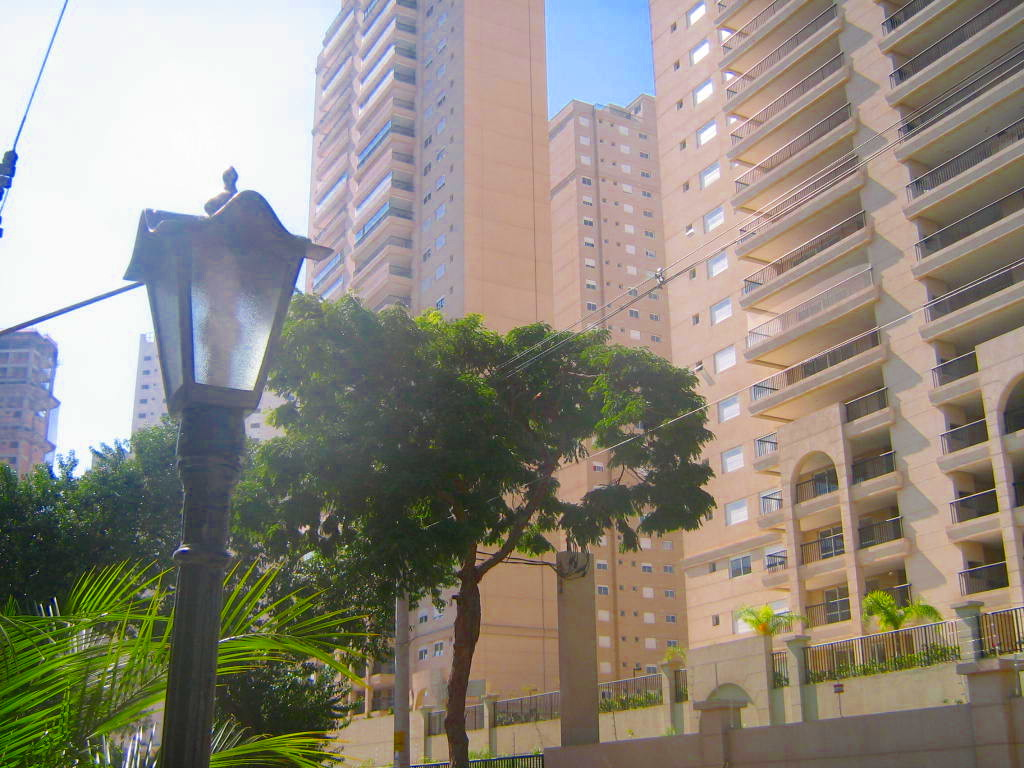
Condominiums résidentiels.

### Activisme politique
Le quartier était l'un des principaux scénarios d'activité politique et révolutionnaire au Brésil, en raison de sa nature industrielle. Ses habitants, au début du XXe siècle, étaient des travailleurs immigrants, originaires de pays à la pensée émergente socialiste.
À l'époque, l'activisme communiste et anarchiste était intense. La confluence de l'avenue Paes de Barros, de la rua da Mooca, de la rua Taquari et de la rua do Oratório était connue sous le nom de Praça Vermelha (Place rouge). Ses habitants ont également traversé la rivière Tamanduateí et ont pu participer à la « Prise de la Bastille » dans le quartier de Cambuci, qui a eu lieu le 30 octobre 1930, dans le but de mettre fin aux traitements inhumains du commissariat de police de Rua Barão de Jaguara, où ils étaient confinés syndicalistes et agitateurs.
Mooca était, alors, un quartier prisé. Avec le Largo de São Francisco et le Largo de São Bento, c'était un point de passage pour les animaux tirés par des voitures.
À l'époque, ce moyen de transport était une innovation et, bientôt, São Paulo allait commencer à changer avec l'arrivée du chemin de fer anglais, avec une branche s'étendant le long de la Rua dos Trilhos jusqu'au quartier d'Hipódromo.
Le quartier se formait peu à peu. Le site, qui regorgeait de chácaras[Quoi ?] et de fermes, fut bientôt occupé par des usines et des centrales électriques, ainsi que par des maisons ouvrières. Ainsi, entre 1883 et 1890, quelques usines de pâtes ont été installées dans le quartier, comme Carolina Gallo, Rosália Médio, Romanelli et d'autres.
En 1891, le couple Antônio et Helena Zerrenner fonde la Companhia Antarctica Paulista. Les habitants du quartier ne vivaient pas seulement du travail. En 1923, le Cine Teatro Moderno et le Cine Santo Antônio sont inaugurés. Puis la Cine Aliança, l'Imperial, l'Icaraí (plus tard Ouro Verde) et la Patriarca.
Un autre loisir, en fait, un plaisir pour Mooquenses, était le footing organisé les samedis et dimanches, entre rua João Antônio de Oliveira et l'avenida Paes de Barros, où les filles défilaient en groupes, tandis que les garçons sans amies profitaient et attendaient quelques avoir l'air invitant. Avec cette offre de loisirs abondante et avec un nombre important de bons magasins, le Mooquense a à peine quitté le quartier.

### Valorisation
Actuellement, la région de Mooca fait face à des problèmes liés à l'inadéquation d'une partie de sa structure urbaine aux nouveaux usages et aux nouveaux programmes proposés pour le quartier par la commune, ainsi qu'aux enjeux liés à la gentrification, c'est-à-dire au remplacement des profils de population présents dans le district et à l'expulsion éventuelle des populations à faible revenu. Le premier problème évoqué fait référence à la structure industrielle des tissus urbains présents le long de la lisière ferroviaire qui traverse le quartier de Brás (au nord du quartier de Mooca) jusqu'aux villes d'ABC Paulista. Cette structure se caractérise par une succession d'îlots urbains occupés par des entrepôts industriels, dont beaucoup sont obsolètes, et dont l'origine remonte au début de l'industrialisation de São Paulo, dans les premières décennies du XXe siècle. Certains de ces blocs ont été acquis par des promoteurs immobiliers et fusionnés dans de grands projets privés, entraînant la dégradation de l'espace public. Le deuxième problème fait référence à l'appréciation possible de l'immobilier dans la région et à l'attaque du marché immobilier qui conduit à l'expulsion des familles traditionnelles de la région, caractérisant la gentrification.
En 2006 et 2007, la région a connu un conflit entre les mouvements de logements et la population des classes supérieures et moyennes de la région sur la définition locale des zones spéciales d'intérêt social (ZEIS), dans lesquelles la construction de logements d'intérêt social devait prévaloir. Les classes de revenus les plus élevées ont exigé la suppression du ZEIS du plan directeur régional de la sous-préfecture, qui avait été défini par la population lors de l'élaboration de ce plan lors de l'administration de Marta Suplicy à São Paulo. Avec la gestion José Serra - Gilberto Kassab, la protection des Zeis a cessé d'exister par la mairie de São Paulo.

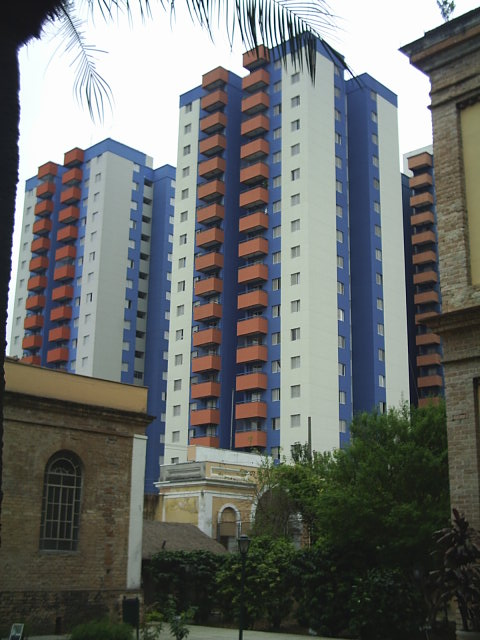
Contraste urbain entre bâtiments anciens et modernes dans le quartier de l'Hipódromo.

En 2007, le quartier a également été le théâtre d'un différend entre le CONPRESP (Conseil municipal de préservation du patrimoine) et le marché immobilier intéressé par la construction de tours résidentielles de haut et moyen standing dans la région.
Ainsi, démontrant tout ce caractère contrasté, on peut encore trouver, encore aujourd'hui, de nombreux hôtels particuliers, avec leurs façades de styles variés, construits par les maestri, les maîtres d'œuvre, ornés de guirlandes et de bas-reliefs, objets d'admiration et d'étude de nouveaux architectes, aux côtés d'habitations modernes, ainsi que des rues étroites, typiques des vieilles villes européennes, le long de larges avenues.
D'après un article du Jornal da Tarde :
« Avec ses sept kilomètres carrés de superficie et une population de plus de 63 000 habitants, c'est le quartier le plus semblable de São Paulo, et ses caractéristiques correspondent exactement à la moyenne de la ville. »
Aujourd'hui, le quartier traditionnel est l'un des plus appréciés de la zone est de São Paulo. Constitué de trois quartiers (Hipódromo, Parque da Mooca et Mooca), le quartier de Mooca connaît actuellement une transformation majeure dans son ensemble, avec la désactivation d'anciennes industries, usines et autres complexes, laissant place à de nouveaux établissements commerciaux et à d'imposantes implantations copropriétés résidentielles.

## Infrastructure
Elle est desservie par la station Bresser-Mooca de la ligne 3 - Rouge du métro de São Paulo et par la gare de Juventus–Mooca de la ligne 10 de la CPTM.

## Districts limitrophes
- Brás et Belém (nord)
- Belém et Água Rasa (est)
- Vila Prudente (sud)
- Cambuci et Ipiranga (ouest)[13]